# Ирена Сендлерова
Ирена Станислава Сендлерова (пољ. Irena Stanisława (Krzyżanowska) Sendlerowa; Отвоцк, 15. фебруар 1910 — Варшава, 12. мај 2008) је била пољска социјална радница, организатока дечје секције организације за спасавање Јевреја од нацистичког прогона и уништења. Ова организација је основана 1942. Уз помоћ око 25 чланова жеготе, Ирена је спасла око 2500 јеврејске деце тако што их је тајно извела из варшавског гета, обезбедила им лажна документа и смештај у домовима ван гета. .

## Рана младост
Ирена је рођена 15. фебруара 1910. године у Варшави под именом Irena Krzyżanowska. Њен отац Станислав, физичар по занимању, умро је 1917. године од тифуса, којим се заразио док је помагао пацијентима којима је била одбијена државна нега, међу којима је било доста Јевреја. Тако је Ирена са 7 година остала да живи само са мајком Јанином. Након смрти њеног оца, предводник јеврејске заједнице се понудио да плати Иренино школовање. Ирена је од младости гајила симпатије према Јеврејима и противила се њиховој дискриминацији. Тако се након уписа на Варшавски универзитет побунила против тзв. Гето-Бенч система који је био дискриминишући настројен према Јеврејима, а који је постојао у многим предратним пољским универзитетима, те је била суспендована с Универзитета на 3 године.

## Други светски рат
За време немачке окупације, Ирена је живела у Варшави радећи као социјални радник. Већ од 1939. помагала је Јевреје. Она и њена организација су начинили 3000 фалсификованих докумената којима су помогли јеврејским породицама. Ова активност је била веома опасна, јер су Немци свима у Пољској претили смрћу ако би сакривали Јевреје, што није био случај у остатку окупиране Европе.
Децембра 1942. новооснована жегота је изабрала Ирену Сендлерову (под псеудонимом Јоланта) да води дечју секцију. Као службеник социјалне службе имала је дозволу да улази у Варшавски гето и да проверава да ли се појавио тифус. Нацисти су се бојали да би се ова болест могла проширити изван гета.
Организовала је тајно извођење јеврејске деце из гета, тако што би их износила у кутијама, коферима и на колицима. Уз објашњење да надзире санитарне услове за време епидемије тифуса, Ирена је изводила бебе и малу децу у амбулантним колима, некад их маскирајући као пакете.
Деца су давана на чување пољским породицама, варшавском сиротишту, католичким манастирима, или свештеницима. Списак правих и нових лажних имена деце је крила у теглама. Ови спискови су после рата послужили да се идентификују прави родитељи деце и да се она врате живим рођацима.
Гестапо је ухапсио Ирену Сендлер 1943. Тешко су је претукли и осудили на смрт. Жегота јој је спасла живот тако што су потплатили немачке стражаре који су је водили на губилиште. Они су је оставили онесвешћену у шуми, поломљених руку и ногу. До краја рата крила се и бринула о јеврејској деци.
После рата, откопала је тегле са дечјим подацима и покушала да нађе њихове родитеље. Нажалост, велика већина родитеља је страдала у логору смрти Треблинка.

## Награде и признања
Године 1965. музеј Јад Вашем уврстио је Ирену Сендлерову у „праведнике међу народима“.
Године 2003. Ирени је додељен Орден Белог орла, једна од почасти највишег чина како за војне, тако и грађанске подвиге, које држава Пољска додељује.
Пољски парламент је 2007. једногласно усвојио резолуцију којом је одао почаст Ирени за „организовање спасавања најбеспомоћнијих жртава нацистичке идеологије: јеврејске деце“.
Године 2007. номинована је за Нобелову награду за мир, међутим, није је добила. Те године ју је добио амерички политичар Ал Гор за активизам у области глобалног отопљавања.

## Биографски филм
На основу њеног живота, 2009. године снимљен је филм под називом Храбро срце Ирене Сендлерове, који је режирао Џон Кент Харисон.

## Цитати Ирене Сендлерове
Желим да посебно нагласим да они који су спасавали децу нису некакви хероји. Тај термин ме јако иритира. Обрнуто је тачно. И даље ме гризе савест што сам учинила тако мало.
Свако дете које је спасено уз моју, и помоћ свих дивних тајних курира који данас нису више живи, је оправдање мог постојања на Земљи, а не нешто због чега бих била славна.